# Étienne Jodelle
Étienne Jodelle, seigneur de Limodin (1532 Paříž – červenec 1573 Paříž) byl francouzský renesanční dramatik a básník. Byl členem literární skupiny Plejáda. Usiloval o oživení principů starověkého řeckého a římského divadla. Byl prvním, kdo ve své době uvedl alexandrin do tragédie. Jeho první hra, Cléopâtre captive, byla uvedena před dvorem v roce 1552. Titulní role se ujal sám Jodelle a v obsazení byli i jeho přátelé Remy Belleau a Jean Bastier de La Péruse. Na oslavu úspěchu hry uspořádali jeho přátelé v Arcueil obřad Pompe du Bouc inspirovaný pohanskými obřady. Byla při něm v průvodu vedena koza ověnčená květinami a předána autorovi. Tento obřad byl konzervativci a nepřáteli Plejáďanů skandalizován a umělci byli obviňováni z obnovení bakchanálií. V roce 1572 obdržel Jodelle pět set liber od francouzského krále Karla IX., přesto zemřel v chudobě. Jeho díla byla shromážděna rok po jeho smrti Charlesem de la Mothe. Patřilo mezi ně množství nepublikovaných veršů, které pocházely hlavně z Jodellova mládí.